# جبل الشيخ (الشاهل)

تعديل مصدري - تعديل

جبل الشيخ هي إحدى قرى عزلة مديخة بمديرية الشاهل التابعة لمحافظة حجة، بلغ تعداد سكانها 377 نسمة حسب تعداد اليمن لعام 2004.